# Hospital Addenbrooke

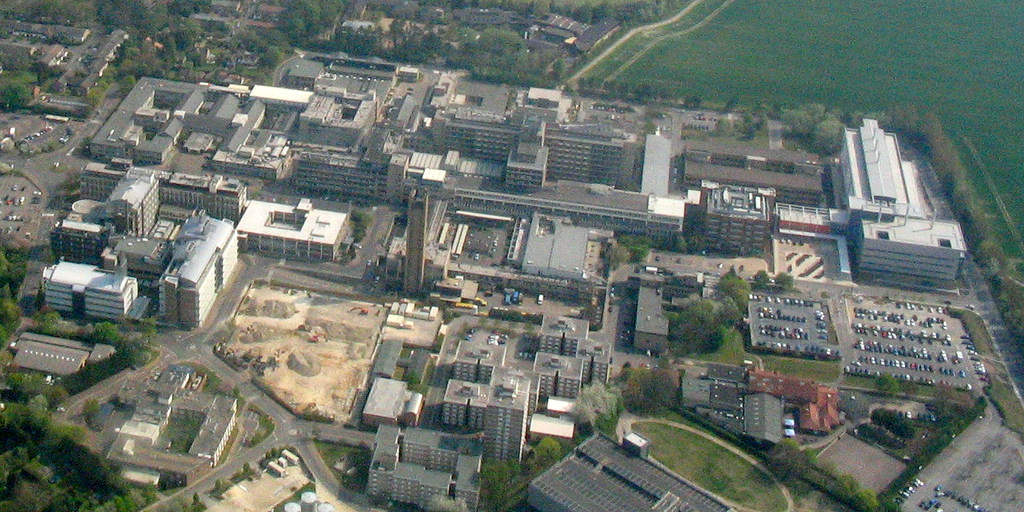
Vista aérea del Hospital de Addenbroke

El Hospital Addenbrooke es un gran hospital de enseñanza en Cambridge, Inglaterra.fundado en 1766 por la suma de £4.000 a través de la voluntad del Dr. John Addenbrooke y uno de los colegios constituyentes de la Universidad de Cambridge. Originalmente ubicada en Trumpington St, el hospital fue trasladado a su actual emplazamiento, en el sur de Cambridge, en 1976 y durante mucho tiempo ha sido apodado New Addenbrooke. 
Aunque administrado por National Health Service Trust Addenbrooke está estrechamente relacionado con la Universidad de Cambridge y la escuela de medicina de esta Universidad donde unos 120 nuevos médicos se están capacitando al año.
En los últimos años Addenbrooke casi se convierten en una mini-ciudad autónoma con un aeropuerto, centro comercial, cafetería, gimnasio e incluso vivienda. Pero el sitio continúa siendo parte del Campus Real de Biotecnología. 
- Datos: Q130282
- Multimedia: Addenbrooke's Hospital / Q130282